# Ruggero Lombardi
Ruggero Lombardi (Lucera, 8 luglio 1898 – 9 marzo 1976) è stato un politico italiano.

## Biografia
Laureato in giurisprudenza, è avvocato. Impegnato in politica con la Democrazia Cristiana, viene eletto dalla I alla IV legislatura della Repubblica Italiana alla Camera nella circoscrizione Venezia-Treviso. Ha ricoperto anche l'incarico di sottosegretario di Stato al turismo e spettacolo nel Governo Fanfani IV, Leone I e Moro I. Termina il proprio mandato parlamentare nel 1968.
Muore il 9 marzo 1976 all'età di 77 anni. In sua memoria il comune trevigiano di Arcade ha intitolato una strada.